# علم الأحياء البديل
علم الأحياء البديل هو دراسة بيولوجيا من الناحية النظرية أو غير التقليدية، مثل أشكال الحياة اللاخلوية acellular، والحياة غير القائمة على الكربون، والحياة خارج الأرض، أو الحياة الاصطناعية.
كما أنها تعتبر أقرب النظريات من أشكال الحياة على الأرض، مثل حياة الرنا أو في الحياة الكبريت والحديد والتي قد تكون أولى الكائنات.
و بعض المكونات الاحيائية المعروفة التي قد لا تعتبر كحياة يمكن اعتبارها من ضمن علم الأحياء البديل مثل الفيروسات والبلاسميدات.